# Palača Lex
Palača Lex je uredski i rezidencijalni neboder u Europskoj četvrti u Bruxellesu (Belgija) na adresi Rue de la Loi/Wetstraat 145. U njemu su smješteni pomoćni uredi Vijeća Europske unije (sjedište Vijeća EU je palača Europa).

## Povijest
Pripremni radovi započeli su 2001. godine, a sama gradnja započela je 2004. godine nakon što je srušen prijašnji objekt. Palača je dovršena 2006. godine. Graditelj i vlasnik zgrade je građevinska tvrtka Lex 2000, koja je s Vijećem EU potpisala ugovor o dugoročnom najmu cijele zgrade s mogućnošću i pravom kupnje. Zbog povećanja potrebe za uredskim prostorom, Lex 2000 je morao financirati obnovu obližnjih stanova da bi to nadoknadio gubitak stambenog prostora unutar samog objekta.
Palača Lex izgrađena je na mjestu privatne vile, nalik susjednoj palači Résidence koja je srušena kako bi se stvorilo prostor za puno veću modernu zgradu. Velikim proširenjem Europske unije 2004. godine stvorila se potreba za dodatnim prostorom za institucije EU. U to vrijeme postojeća palača Justus Lipsius nije se mogla proširivati zbog blizine obližnjih stambenih četvrti i tada postojećih konzervatorskih restrikcija na susjednoj palači Résidence (kasnije djelomično srušenoj i obnovljenoj pod novim imenom palača Europa). Palača Lex je osmišljena kao novi projekt koji će zadovoljiti potrebu za više uredskog prostora.
Prvo je idejno rješenje iznijela tvrtka koja je izgradila Espace Léopold 1988. godine, no lokalne su ga vlasti ocijenile preambicioznim. Predloženi objekt je bio vrlo visok, i služio je kao ulaz u veće područje zajedno s palačom Charlemagne koja se nalazila nasuprot. Vlasti su zatražile smanjenje objekta za 20 metara na 15 katova umjesto planiranih 20, kako bi se očuvala vizualna dominacija palače Berlaymont i arkada Cinquantenaire.

## Značajke
Palača Lex ima tri podrumska kata za tehničke usluge uključujući i parkiralište s oko 200 mjesta. Parkiralište je relativno malo za zgradu takvih dimenzija i namjene, ali se smatralo da jake veze javnog prijevoza nadoknađuju nedostatak parkirnih mjesta. Glavni ulaz ima izravnu poveznicu s metroom i željezničkom stanicom, a prizemlje zauzima veliki restoran.